# Konrad Georg
Konrad Georg est un acteur allemand, né le 25 décembre 1914 à Mayence (Allemagne) et mort le 8 septembre 1987 à Hambourg.

## Filmographie partielle

### Au cinéma
- 1966 : Paris brûle-t-il ? : Generalfeldmarschall Model
- 1967 : Le Moine au fouet (Der Mönch mit der Peitsche)
- 1969 : Nuits blanches à Hambourg
- 1969 : Sieben Tage Frist (de)
- 1971 : Und Jimmy ging zum Regenbogen
- 1972 : La Pluie noire
- 1973 : Les Diablesses

### Télévision
- 1964 : Der Aussichtsturm
- 1972-1973 : Alexandre Bis (Alexander Zwo) de Franz Peter Wirth (série télévisée)
- 1984 : Inspecteur Derrick, saison 11 - épisode 9 (Le Testament / Angriff aus dem Dunkel) : Zebalt

## Compagnies théâtrales
- 1940/1941 : Théâtre de Graz
- 1942 : Théâtre municipal de Strasbourg
- 1943–1953 : Ensemble de Frankfurt (avec une interruption due à la guerre)
- 1958–1959 : Schauspielhaus à Zurich